# 乾夏寧
乾 夏寧（いぬい なつね、2003年8月10日 - ）は、日本の女性声優。京都府京都市出身。アーツビジョン所属。

## 来歴
日本ナレーション演技研究所出身。

## 人物
方言は関西弁、京都弁。
趣味・特技はアニメ鑑賞、漫画を読む、マッサージ。

## 出演
太字はメインキャラクター。

### テレビアニメ
2023年
- うる星やつら (2022)（女子高生）

2024年
- 名探偵コナン（生徒）
- 望まぬ不死の冒険者（ジンリン）
- ブルーアーカイブ The Animation（傭兵バイト）
- 花野井くんと恋の病（女の子）
- 青のミブロ（子ども）
- 甘神さんちの縁結び（2024年 - 2025年、女子生徒）

2025年
- Sランクモンスターの《ベヒーモス》だけど、猫と間違われてエルフ娘の騎士として暮らしてます（子供）
- 日々は過ぎれど飯うまし（比嘉つつじ）
- スライム倒して300年、知らないうちにレベルMAXになってました ～そのに～（女子生徒A）
- 一瞬で治療していたのに役立たずと追放された天才治癒師、闇ヒーラーとして楽しく生きる（ワーウルフの少女、ミルク）
- 紫雲寺家の子供たち（女子部員B）

### 劇場アニメ
- 劇場版 うたの☆プリンスさまっ♪ マジLOVEスターリッシュツアーズ（2022年）

### ゲーム
- ブルーアーカイブ -Blue Archive-（2023年、黒崎コユキ[17]）
- DISLYTE-神世代ネオンシティ-（2024年、文月〈輝夜姫〉）
- かんぱに☆ガールズ RE:BLOOM（2024年、サリー・ダークマリー[18]）
- ラグナドール 妖しき皇帝と終焉の夜叉姫（2025年、くだん）

### 吹き替え

#### ドラマ
- ハイスクール・ミュージカル:ザ・ミュージカル（エミー〈リアマーニ・セグラ〉）

### ラジオ
※はインターネット配信。
- 春日さくらと乾夏寧の夏もさくらを咲かせたい（2024年 - 、ニコニコ生放送※）

## ディスコグラフィ

### キャラクターソング
| 発売日         | 商品名                         | 歌 | 楽曲                               | 備考                                                   |
| -------------- | ------------------------------ | --- | ---------------------------------- | ------------------------------------------------------ |
| 2024年12月23日 | ありがとう、そしてこれからも。 | カズサ（夏吉ゆうこ）、キキョウ（小松未可子）、キサキ（相坂優歌）、コユキ（乾夏寧）、サオリ（石上静香）、シロコ＊テラー（小倉唯）、ヒナ（広橋涼）、ホシノ（花守ゆみり）、マリー（小澤亜李）、マリナ（平井祥恵）、ユウカ（春花らん） | 「ありがとう、そしてこれからも。」 | ゲーム『ブルーアーカイブ -Blue Archive-』4周年記念楽曲 |